# Garcinia lowryi
Garcinia lowryi là một loài thực vật có hoa trong họ Bứa. Loài này được Z.S.Rogers & P.W.Sweeney mô tả khoa học đầu tiên năm 2007.